# Adolf Michael Boehm
Adolf Michael Boehm, taktéž Adolf Böhm,  (25. února 1861 Vídeň – 20. února 1927 Klosterneuburg) byl rakouský malíř a grafik, zakladatel Vídeňské secese. Vídeňskou secesi opustil roku 1905.
Studoval na Akademii výtvarných umění ve Vídni.

## Fotogalerie

Galerie prací
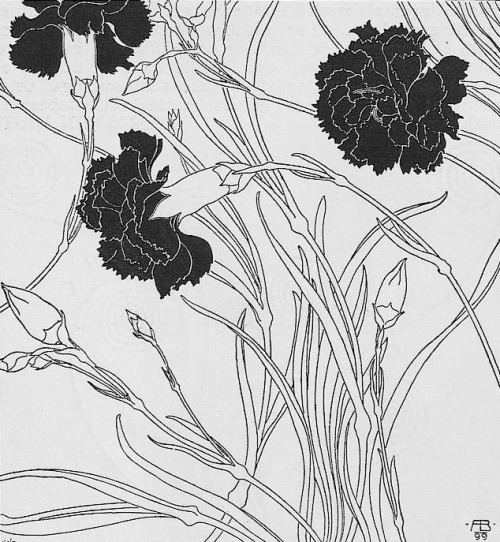
Blumen 1899
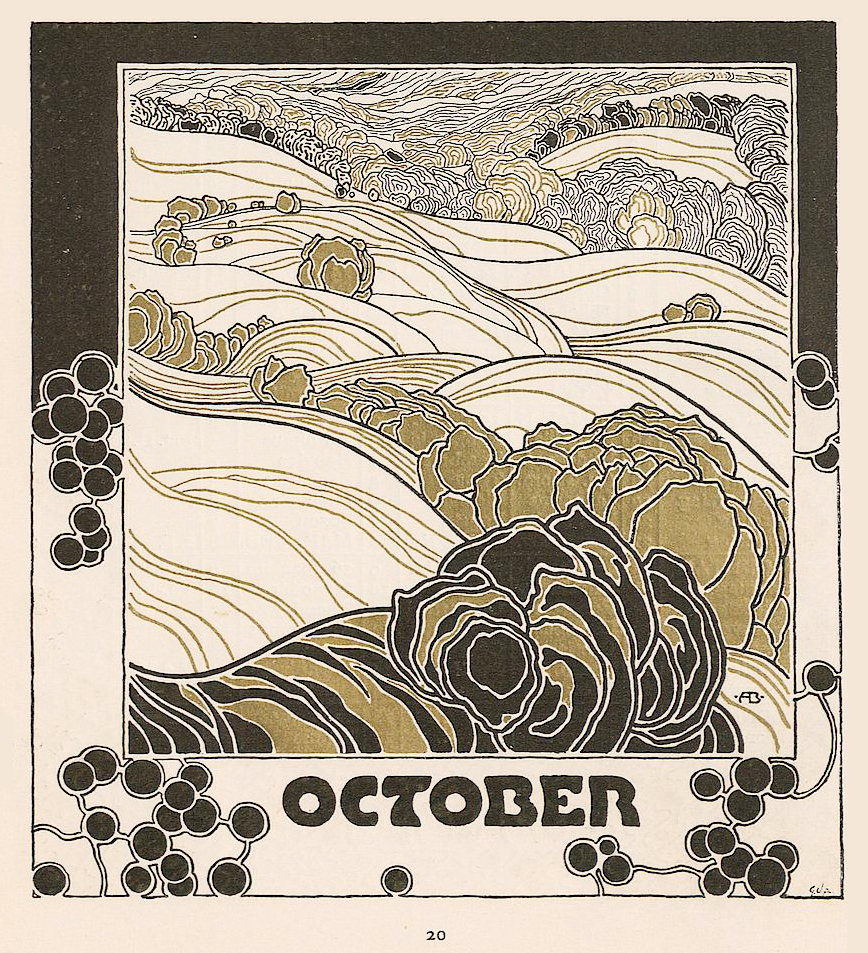
Herbstglut - Kalendář 1901
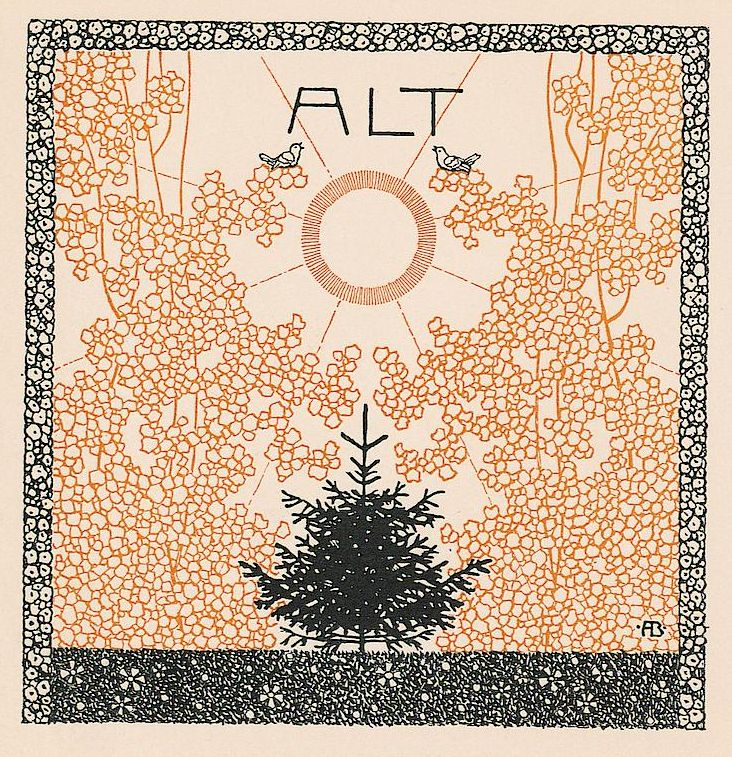
Alt